# Baisingen
Baisingen ist ein Stadtteil von Rottenburg am Neckar im Landkreis Tübingen in Baden-Württemberg.

## Geographie
Baisingen liegt in einer Höhe von 465 bis 532 m über NHN, 8 km südöstlich von Nagold, 15 km westlich von Rottenburg und 12 km nordöstlich von Horb im Korngäu.
Die Gesamtfläche des Ortes Baisingen beträgt 720 Hektar, davon sind 79,5 % landwirtschaftliche Fläche, 10,7 % Siedlungs- und Verkehrsfläche, 9,3 % Waldfläche und 0,1 % Wasserfläche (0,3 % sonstige Nutzung).

### Nachbargemeinden
Die folgenden Orte grenzen an Baisingen (im Uhrzeigersinn, beginnend im Norden): Mötzingen (Landkreis Böblingen), Ergenzingen (Landkreis Tübingen), Göttelfingen (Landkreis Freudenstadt) und Vollmaringen (Landkreis Calw).

## Bevölkerung
In Baisingen leben derzeit 1266 Einwohner (Stand: 31. Juli 2018) auf einer Fläche von 7,2 km², die Bevölkerungsdichte beträgt 168 Einwohner pro Quadratkilometer.

### Einwohnerentwicklung
| Jahr | Einwohner |
| ---- | --------- |
| 1260 | 143       |
| 1530 | 302       |
| 1865 | 635       |
| 1905 | 816       |
| 1930 | 954       |
| 1955 | 723       |

| Datum         | Einwohner |
| ------------- | --------- |
| 1961          | 776       |
| 1970          | 822       |
| 1990          | 1109      |
| 2005          | 1304      |
| 30. Juni 2013 | 1225      |

## Geschichte
Der Ort Baisingen wurde 1258 als Bözzingen erstmals urkundlich erwähnt. Für das 13. und 14. Jahrhundert sind Angehörige einer niederadeligen Familie bekannt, die sich nach dem Ort nannten. Über die Grafschaft Hohenberg kam Baisingen 1381 unter die Oberhoheit Österreichs, der Ort war zwischen 1380 und 1505 jedoch an die Herren von Gültlingen verpfändet. Nach dem Dreißigjährigen Krieg hatten die Herren von Wernau und ab 1696 die Schenken von Stauffenberg den Blutbann inne.
Seit 1596 sind jüdische Einwohner in Baisingen bezeugt. Nach der Vertreibung aus den größeren Städten, aus Vorderösterreich und dem Herzogtum Württemberg fanden die Juden in reichsritterschaftlichen Dörfern unter dem Schutz der Ortsherren eine neue Heimat. Diese wiesen die Juden in Schutzhäuser ein, deren Zahl sich mit dem Anwachsen der jüdischen Bevölkerung vermehrte. Seit 1778 gab es auch einen jüdischen Friedhof. Er stellt neben der Synagoge das zweite wichtige Zeugnis jüdischen Lebens in Baisingen dar. Nach ihrer bürgerlichen Gleichstellung im 19. Jahrhundert errichteten einige Juden große Häuser im Dorf, die heute noch das Ortsbild prägen. 1843 waren fast ein Drittel der Einwohner Baisingens Juden.
1805 kam Baisingen an Württemberg und wurde dem Oberamt Horb (ab 1938 Landkreis Horb) zugeordnet.
1933 lebten noch 86 Juden im Dorf.
Der damals 17-jährige H. wurde verhaftet, floh nach der Haftentlassung nach Frankreich, wurde 1935, als er aus Belgien ins Deutsche Reich zurückkehrte, in den Konzentrationslagern Esterwegen, Sachsenhausen, Dachau und Buchenwald eingesperrt und nach 43 Monaten Haft unter der Bedingung, das Deutsche Reich sofort zu verlassen, entlassen. Als er im August 1939 mit einem illegalen Grenzübertritt in die Schweiz gelangte, sollte er zurück Deutschland ausgeschafft werden, was er verhindern konnte, indem er die Schreibmaschine im Polizeirevier auf den Boden warf. Nun wurde ihm in der Schweiz der Prozess gemacht, und er wurde während des Krieges im Flüchtlingslager interniert. 1946 landete er schließlich in Melbourne, wo er im Jahr 2000 starb.
Etwa 60 wanderten später aus, die Zurückgebliebenen wurden in Vernichtungslager deportiert. Nur wenige Überlebende kehrten 1945 nach Baisingen zurück.
Am 1. Dezember 1972 wurde die ehemals selbständige Gemeinde im Zuge der Gebietsreform in die Stadt Rottenburg am Neckar und damit in den Landkreis Tübingen eingegliedert.

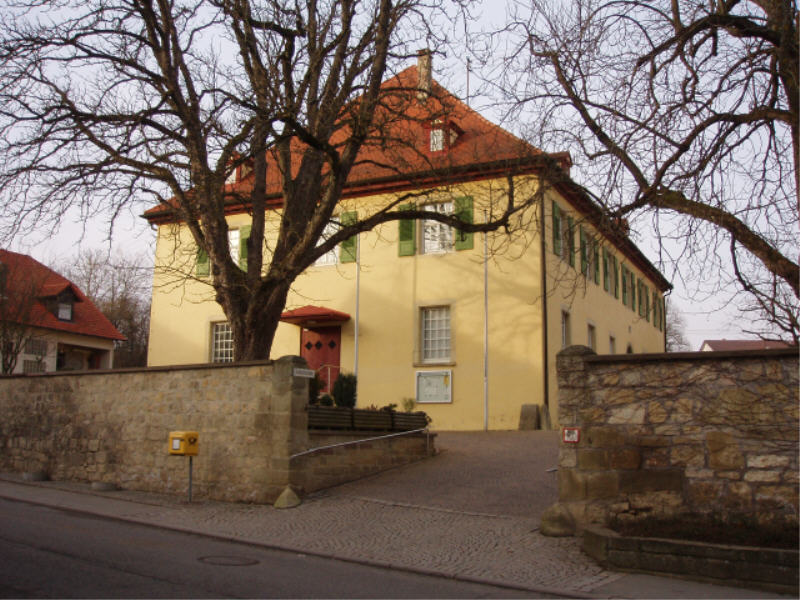
Teil des Schlosses
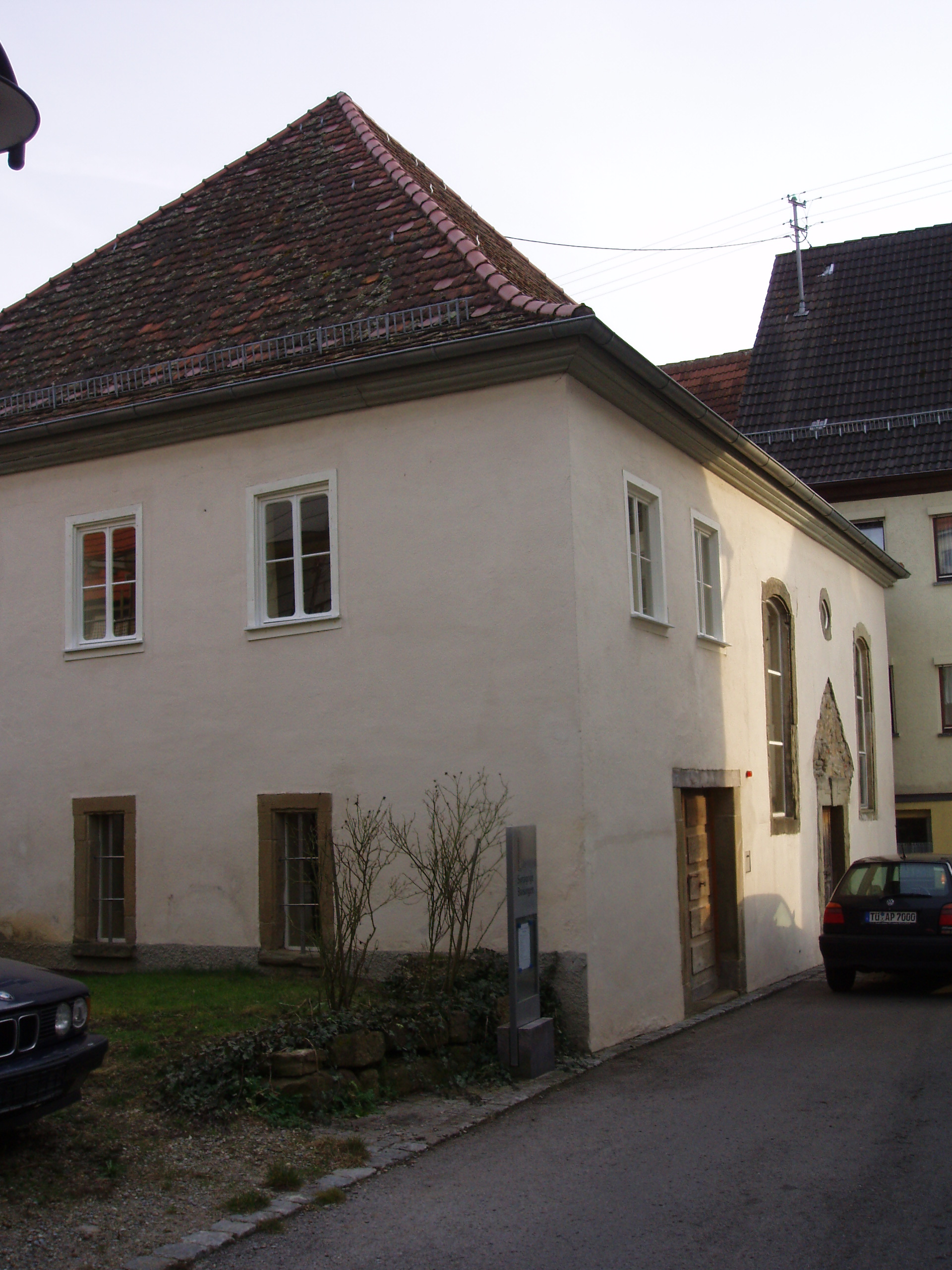
Synagogengedenkstätte
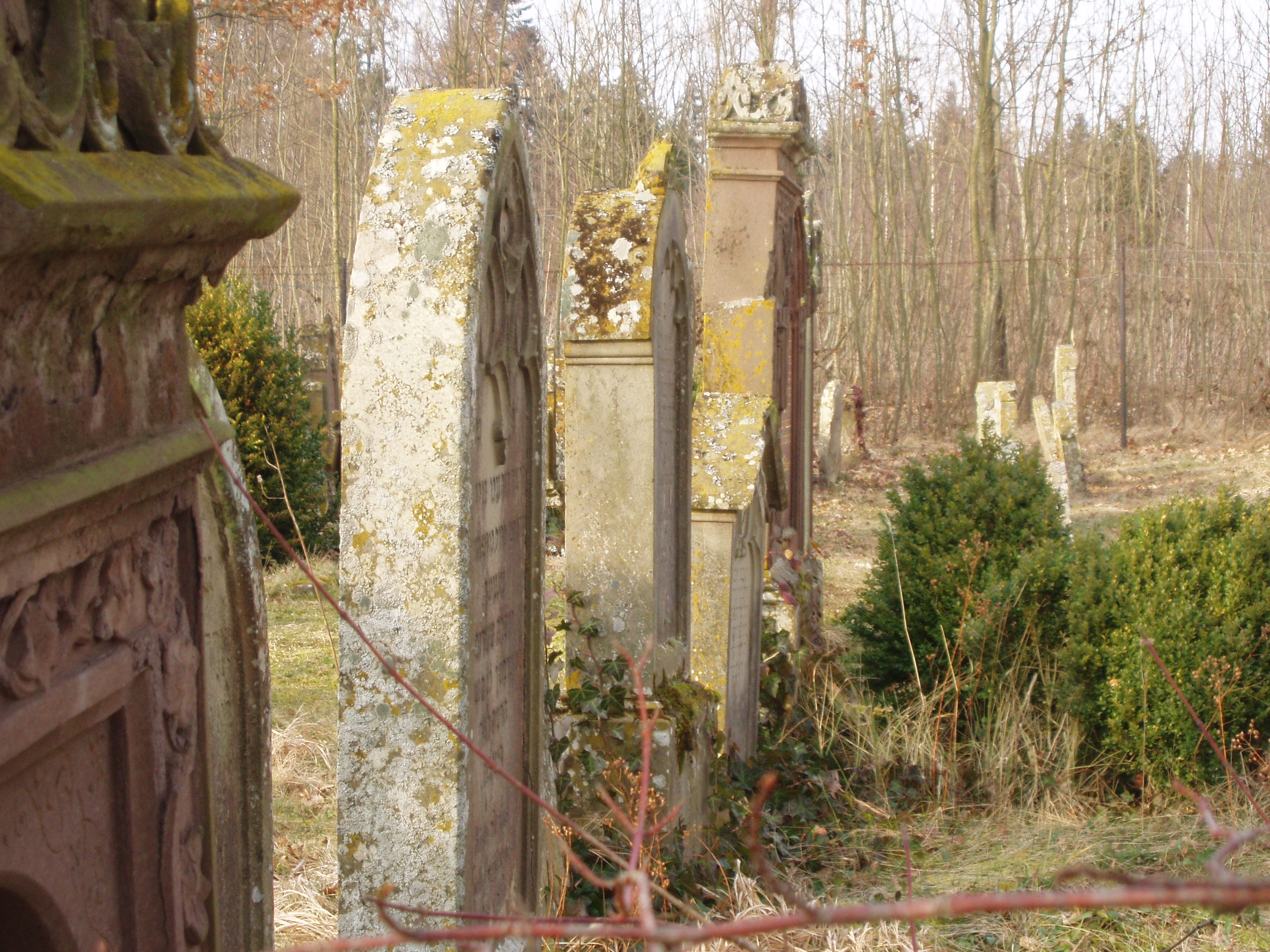
Jüdischer Friedhof

## Kultur und Sehenswürdigkeiten

### Bauwerke
- Gedenkstätte Synagoge
- Jüdischer Friedhof
- Katholische Kirche St. Anastasia (1755 mit Erweiterung, Turm von 1890)
- Hallstattzeitlicher Grabhügel („Bühl“)

## Persönlichkeiten der Stadt
- Carl Hirsch (1841–1900), sozialdemokratischer Journalist

## Unternehmen

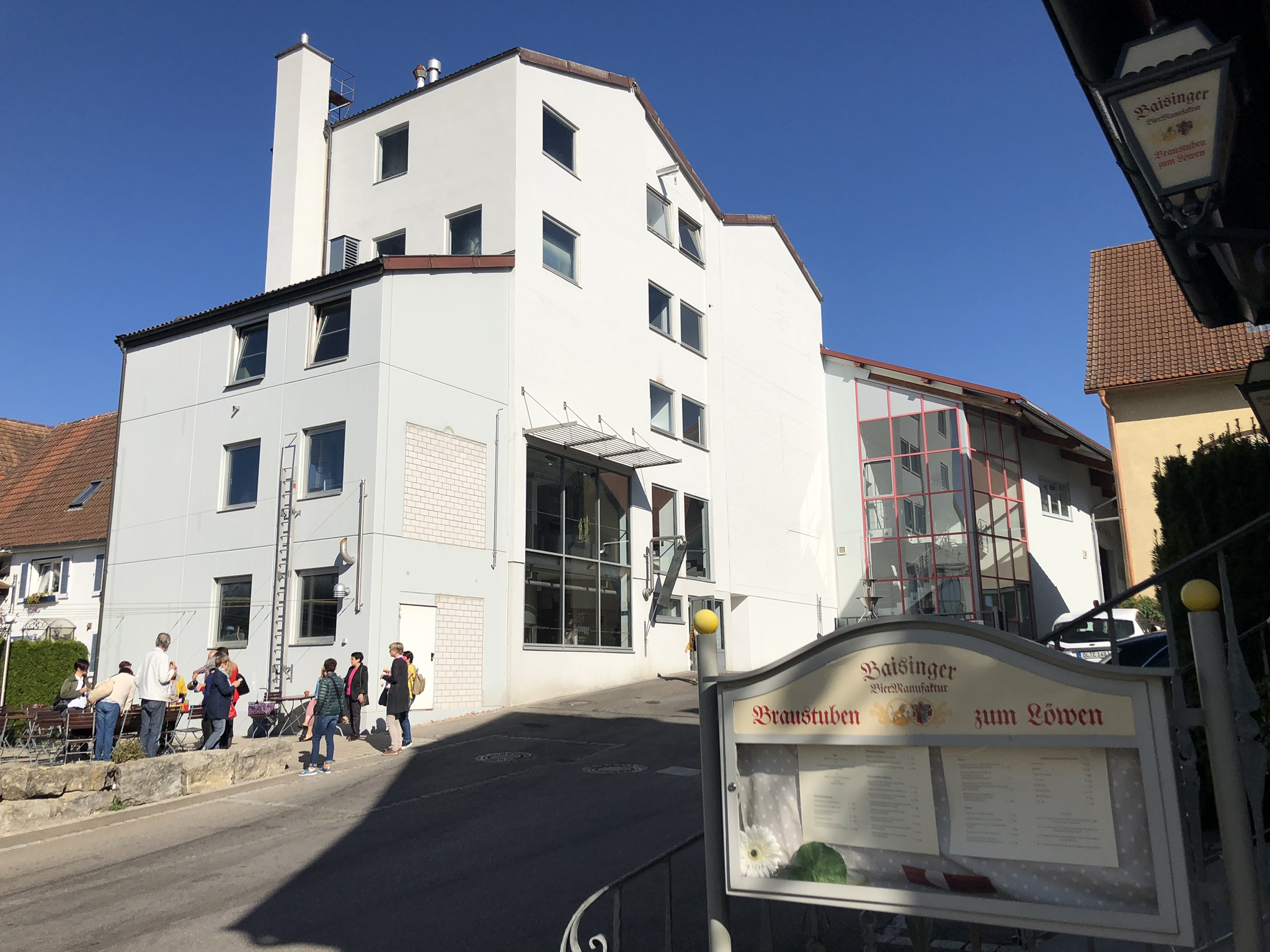
Brauerei in Baisingen

Die Baisinger Löwenbrauerei Teufel, heute Baisinger BierManufaktur, ist seit 1775 in Baisingen ansässig.